# Punto de inflexión (climatología)

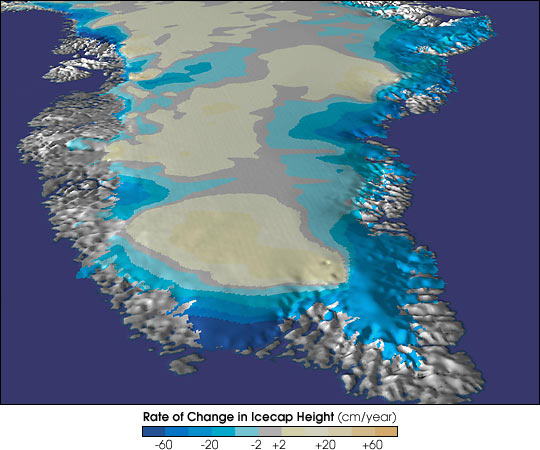
Imagen de la pérdida de banquisa en Groenlandia. Los estudios demuestran que esta isla será clave para saber que pasará con el cambio climático antropogénico.

Elementos de inflexión en el sistema climático de la Tierra

En climatología, un punto de inflexión es un umbral crítico que, si se traspasa, lleva a cambios significativos, y a menudo irreversibles, en el sistema climático de la Tierra. Este tipo de comportamiento está presente en distintos elementos del sistema planetario, tales como ecosistemas, casquetes de hielo, la atmósfera y en sistemas de circulación oceánica.
Bajo el escenario contemporáneo de calentamiento global, se espera que el aumento de temperaturas tenga una diversidad de impactos a distintas escalas espaciales y temporales. Entre los impactos posibles se pronostica el traspaso de diversos puntos de inflexión. Mientras que a temperaturas de alrededor de 1 °C sobre niveles preindustriales, es plausible que algunos puntos de inflexión sean traspasados, incrementos de temperatura de entre 1.5 °C y 2 °C, en el rango del acuerdo de París, probablemente conducirían al cruce de múltiples puntos de no retorno.
Los puntos de inflexión presentan usualmente cambios abruptos en las propiedades del sistema. Este comportamiento puede tener excepciones, por ejemplo, proyecciones sugieren que si las temperaturas aumentan entre 0.8 °C y 3 °C, la capa de hielo de Groenlandia cruzará un punto de inflexión de forma irreversible, pero el derretimiento total se estima que ocurriría a lo largo de entre mil y diez mil años. En el escenario de que un punto de inflexión sea traspasado, es posible que tenga impactos severos en las sociedades humanas.

## Impactos

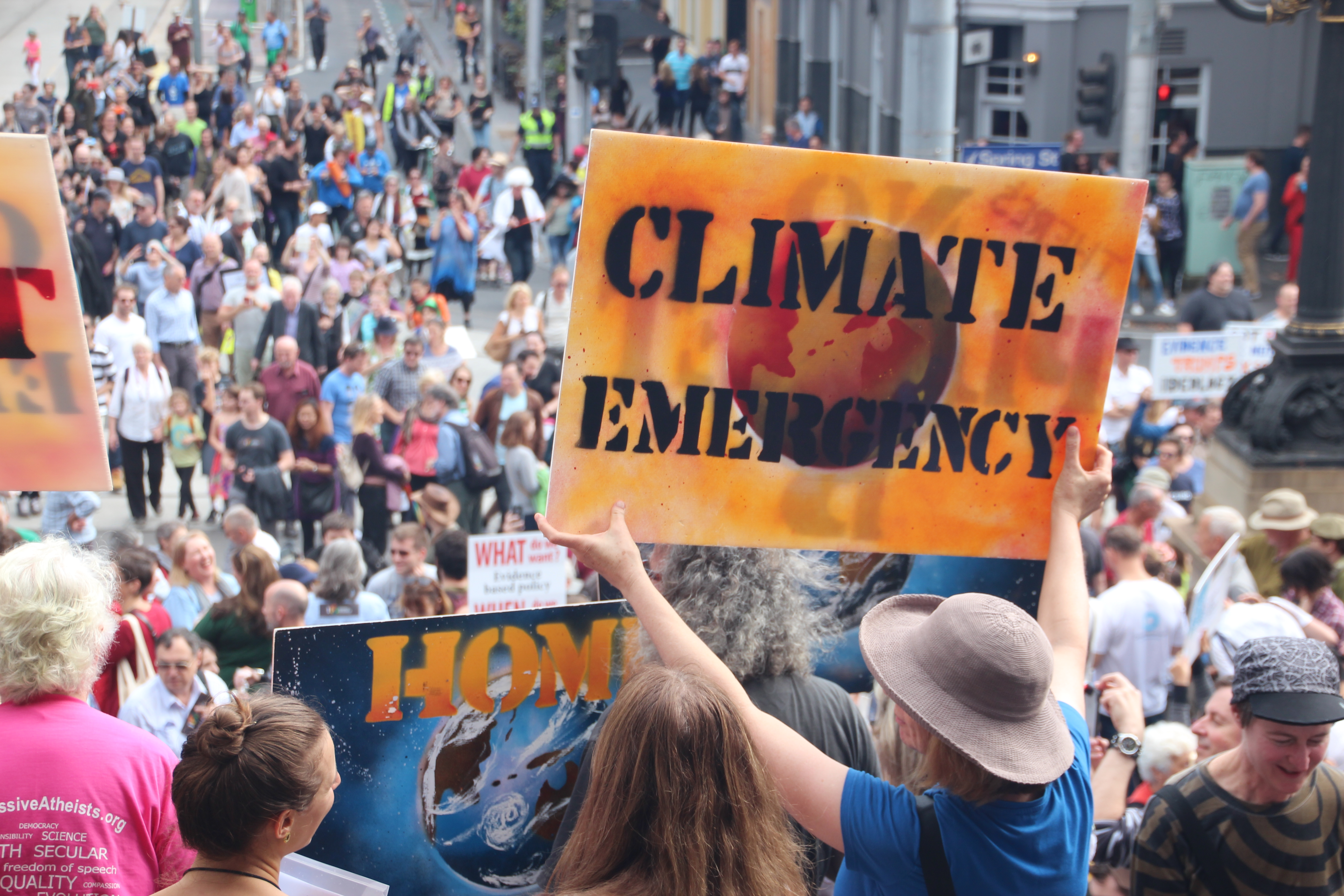
En diferentes partes del mundo se realizan manifestaciones y protestas por los peligros que representan los efectos de los puntos de inflexión.

Los puntos de inflexión pueden tener consecuencias muy graves, como exacerbar los actuales efectos peligrosos del cambio climático o dar lugar a otros nuevos. Algunos posibles puntos de inflexión se producirían de forma abrupta, como las alteraciones del monzón indio, con graves consecuencias para la seguridad alimentaria de cientos de millones de personas. Otros impactos se producirían probablemente a más largo plazo, como el deshielo de los casquetes polares. La subida de 10 metros del nivel del mar provocada por el deshielo combinado de Groenlandia y la Antártida Occidental obligaría a trasladar muchas ciudades tierra adentro. Un colapso de la circulación del vuelco meridional del Atlántico alteraría radicalmente Europa y provocaría una subida del nivel del mar de aproximadamente 1 metro (3+1⁄2 pies) en el Atlántico Norte. Estos impactos podrían producirse simultáneamente en el caso de los puntos de inflexión en cascada. Un examen de los cambios bruscos de los últimos 30.000 años demostró que los puntos de inflexión pueden provocar un amplio conjunto de impactos en cascada en los sistemas climáticos, ecológicos y sociales. Por ejemplo, el final abrupto del periodo húmedo africano se produjo en cascada, y la desertificación y los cambios de régimen provocaron el retroceso de las sociedades pastorales en el norte de África y un cambio de dinastía en Egipto.

## Ejemplos

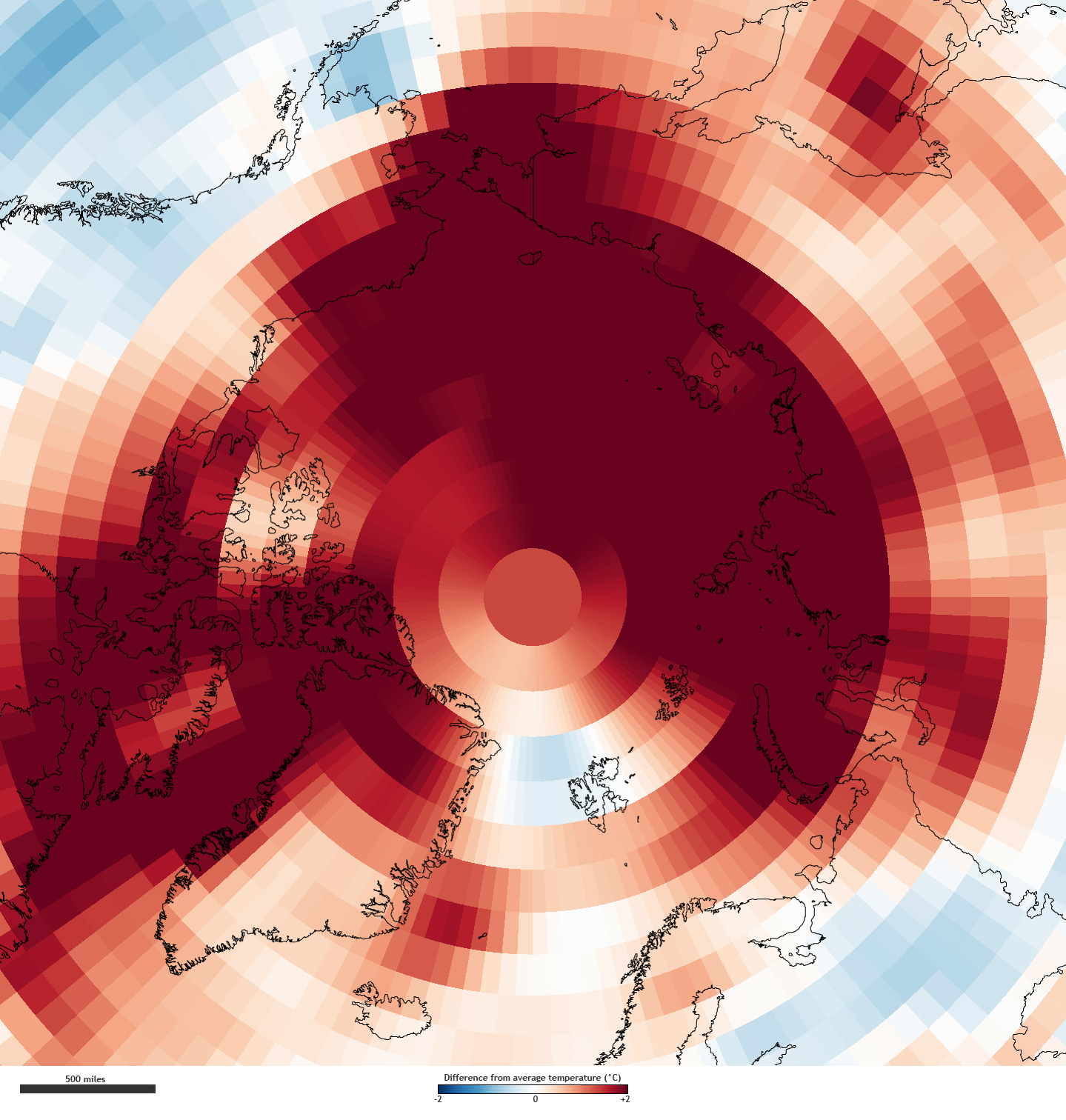
Deshielo ártico

Tim Lenton y otros autores han señalado numerosos puntos de inflexión a lo largo del mundo incluyendo:
- Muerte regresiva del bosque boreal[9]
- Muerte regresiva del bosque del Amazonas[10]
- Pérdida del hielo marino en el Ártico y el Antártico. Disminución de la profundidad de la banquisa de hielo en Groenlandia y Antártida
- Ruptura de los procesos monzónicos en India y el África Occidental
- Formación de aguas profundas atlánticas, cerca del océano Ártico, que es un componente del proceso de circulación termohalina
- Pérdida del permafrost, activando la pérdida del metano del Ártico y acelerando la conocida como hipótesis del fusil de clatratos[11]
- Muerte de los corales tropicales[12]
- Colapso de las corrientes marinas en el mar de Labrador[12]